# 利特爾福爾斯鎮區 (明尼蘇達州莫里森縣)
利特爾福爾斯鎮區（英語：Little Falls Township）是位於美國明尼蘇達州莫里森縣的一個行政鎮區。

## 地方資料
利特爾福爾斯鎮區的面積為93.76平方千米，當中陸地面積為89.67平方千米，而水域面積為4.09平方千米。根據2020年美國人口普查的數據，當地共有人口1676人，而人口密度為每平方千米17.88人。